# Liên đoàn bóng đá Venezuela
Liên đoàn bóng đá Venezuela (tiếng Tây Ban Nha: Federación Venezolana de Fútbol; FVF) là tổ chức quản lý, điều hành các hoạt động bóng đá ở Venezuela. Liên đoàn quản lý đội tuyển bóng đá quốc gia Venezuela, tổ chức các giải bóng đá như vô địch quốc gia và cúp quốc gia. Liên đoàn bóng đá Venezuela gia nhập FIFA và CONMEBOL cùng năm 1952.